# Waoundé
Ne doit pas être confondu avec Yaoundé.
Waoundé (parfois Waounde ou Ouaounde) est une commune du nord-est du Sénégal, toute proche de la frontière mauritanienne. Jusqu'au milieu du XVIIIe siècle, la cité s'est appelée Dirango.

## Histoire
Cette localité est fondée par les Dieye dont la principale activité est la pêche. 
Les Dieye constitue un sous-groupe dans l'ethnie peul. Ce sont ces derniers qui ont accueilli les Hayrankoobe dont le principale patronyme est Soumare.  

## Administration
Rattachée au département de Kanel dans la région de Matam, Waounde a été érigée en commune en 1996.

## Géographie
Waounde est située sur le fleuve Sénégal, entre Matam et Bakel. Du fait des crues du fleuve, l'emplacement du village a changé au moins trois fois, d'abord sur la rive droite, puis sur la rive gauche.
Les localités les plus proches sont Barkatou, Diela, Balel, Ouali, Boki Hamet et Leboudou.

### Population
Lors du recensement de 2002, Waoundé comptait 8 041 habitants. De nombreuses personnes originaires de Waoundé résident à l'étranger.
Fin 2007, selon les estimations officielles, la population serait de 9 975 personnes.
La population est composée à 97 % de Soninkés. On trouve aussi d'autres ethnies tels que les Peulh, Bambaras, et  Wolofs. Il existe de nombreuses grandes maisons[Quoi ?], mais la maison la plus grande et nombreuses de Waoundé est la maison des Cissé.

## Personnalités nées à Waoundé
- Lassana Diabe Siby, avocat général à la Cour suprême, après avoir été procureur général de la cour d'appel de Dakar[3]